# محمدآباد آب شیرین
محمدآباد آب شیرین، روستایی در دهستان عزیزآباد بخش مرکزی شهرستان نرماشیر در استان کرمان ایران است.

## جمعیت
بر پایه سرشماری عمومی نفوس و مسکن در سال ۱۳۹۵، جمعیت این روستا برابر با ۱٬۱۲۳ نفر (۳۲۹ خانوار) بوده‌است.